# Mk 14 EBR
Mk 14 EBR 혹은 M14 EBR은 7.62 × 51 mm NATO탄을 사용하는 전투소총이며, M14 소총에 기반을 두고있다.
+(정식 명칭은 M39 막스맨 라이플이다)

## 역사
베트남전 직전전에 미국의 제식 소총으로 채용되었던 M14 소총은 비교적 넓은 개활지에서 사용하기 적합하게 제작해서 베트남같이 정글이 우거진 곳에서는 적합하지 못했다. 그래서 M16A1에게 제식소총자리를 물려주었다.
2000년대 네이비 실의 요구로 기존의 M14 소총을 기반으로 한 소총개발에 착수하고, 2001년 개발이 완료되어 2004년부터 사용하기 시작했다. Mk 14 EBR(M14 EBR) 기존의 M14 소총과 작동방식및 기본구조는 같지만 재질은 기존의 M14 소총과 달리 스톡재질로로 제작하였다.

## 대중 문화
- 게임
  - 콜 오브 듀티: 모던 워페어 2에서는 저격소총으로 등장한다.
  - 아바(A.V.A)(연사모드적용)에서 등장한다.
  - 카운터-스트라이크 온라인(연사모드적용)에서 등장한다.
  - 배틀필드 2 - AIX MOD 2.0에서 등장한다.
  - 크로스파이어 (온라인 게임)에서 등장한다.
  - 배터리 온라인에서는 전투소총으로 등장한다.
  - 배드컴퍼니 2에선 반자동 어썰트 라이플로 등장한다.
  - 배틀필드 3에서도 반자동 어썰트 라이플로 등장한다.
  - 콜 오브 듀티: 모던 워페어에서는 어썰트 라이플로 등장한다.
  - 배터리온라인 : 배터리온라인 에서는 기존의 M14 소총과 EBR을 섞어논듯한 Mk14 소총을만날수있다.(연사모드 미적용).
  - 배틀그라운드, 배틀그라운드 모바일: 배틀그라운드의 공중 보급품에서 나오는 반자동 어썰트 라이플 MK14로 등장한다. (단발, 연사모드 적용), (기본10발, 대용량 탄창 장착시 20발)
  - 레인보우 식스 시리즈에서는 707 특수임무대대 소속 요원 도깨비 (Dokkaebi, 남은혜)의 주 무기 중 하나이기도 하다.
  - 워페이스에서 워박스 총기로 등장한다.
  - 콜 오브 듀티 모던 워페어 리부트에선 EBR 14라는 이름의 반자동 어썰트 라이플 총기로 등장한다.
  - 총기개조를 이용하여 MK.14 EBR의 모습으로 만들 수 있다.

## 같이 보기
- M14 소총
- 전투소총